# Maguy Vautier
Pour les articles homonymes, voir Vautier.
Maguy Vautier est un écrivain et poète, née Marguerite Marie Bornarel à Lyon le 18 février 1930 et décédée à Coaraze (Alpes-Maritimes) le 16 novembre 2014.         Maguy Vautier avait adopté 3 enfants : Sandra Vautier qui a eu une fille (Tessa Manavit Vautier, Silvain Vautier, et Fatimata abdoulaye,

## Biographie
Institutrice, puis productrice d'émissions télévisées au Niger, Maguy Vautier a passé la plus grande partie de sa vie active en Afrique, avec son mari pilote de chasse.
Elle fut dans les années 1960 l'égérie de la Jeune Force poétique française de Michel-Georges Micberth.
Après son veuvage en 1971 (affaire du commandant Vautier), elle se consacra, à partir de 1984, à l'association Atlik (dont elle fut la fondatrice) pour la défense et la sauvegarde du peuple touareg. Elle avait également ouvert un musée au siège de l'association, à Coaraze. « Les Touaregs, beaucoup ignorent leur existence et les confondent avec les Arabes », disait-elle. « Il y a trop d'amalgame à leur sujet : Arabes, musulmans intégristes, Berbères, maghrébins, bandits, trafiquants de drogue, fauteurs de troubles... Rien de tout cela. Et il faudrait des livres entiers pour comprendre leur histoire, leur culture, leur besoin de liberté, leur rébellion pour ne pas perdre leur identité et pour lutter contre l'injustice qui les menace depuis des décennies. »
Elle a adopté trois enfants dont un petit orphelin touareg qui mourait de faim au Sahel. Sa lutte sans relâche a permis de sauver des milliers de vies.
Elle décède à 85 ans à la suite d'une chute.

## Derniers titres parus
- Le Jeune Moche et la Vieille Mouche, Jeunesse Magnard, 1985.
- La Clé d’Alhoussein, Éditions Magnard, 1985 (Mention spéciale du Grand prix du livre pour la jeunesse).
- Pour vaincre la faim, Éditions Dangles, 1987.
- Paris-Dakar, autres nouvelles, Éditions Souffles, 1987.
- La Femme Bleue, Éditions Syros-Alternatives, 1990. Réédition en 1993.
- Je te verrai hier, Le livre d’histoire-Lorisse, 1996.
- Paroles de Touaregs, Albin Michel, 1997.
- Le Chant des Cauris, Alternatives, 1999.
- Paroles de désert, Albin Michel, 2002.
- Vents de sable, L'Harmattan, 2006.